# Castelnau-d’Aude
Castelnau-d’Aude (okzitanisch Castèlnòu d'Aude) ist eine französische Gemeinde mit 494 Einwohnern (Stand 1. Januar 2022) im Département Aude in der Region Okzitanien. Sie gehört zum Arrondissement Narbonne und zum Kanton Le Lézignanais.

## Bevölkerungsentwicklung
| Jahr      | 1962 | 1968 | 1975 | 1982 | 1990 | 1999 | 2018 |
| Einwohner | 377  | 338  | 315  | 289  | 335  | 362  | 497  |